# ENIAC
ENIAC (angleško Electronic Numerical Integrator and Calculator – elektronski numerični integrator in računalo) je elektronska naprava za samodejno reševanje zahtevnih matematičnih problemov. ENIAC je bil prvi elektronski računalnik, ki ga je bilo možno na novo programirati.
ENIAC je med 2. svetovno vojno razvila in izdelala Ameriška kopenska vojska zaradi potrebe balistike (izračun poti topovskih granat, letalskih bomb, ...). Pozneje so ENIAC uporabili tudi pri reševanju problemov v jedrski fiziki.
Računalnik sta si zamislila in oblikovala John Presper Eckert in John William Mauchly z Univerze Pensilvanije v Filadelfiji, Pensilvanija. Računalnik so naročili 17. maja 1943 kot projekt PX. Stal je skoraj 500.000 ameriških dolarjev. 9. novembra 1946 so ga izključili zaradi izboljšav in posodobitve pomnilnika. 14. februarja 1946 so ga na Univerzi Pensilvanije prikazali, leta 1947 pa so ga preselili v Preskuševališče Aberdeen Ameriške kopenske vojske v Maryland. Tam so ga 29. julija istega leta spet vključili in je deloval neprestano vse do 11:45 2. oktobra 1955. Upravljali so ga ročno, kar je bilo zamudno. Močno se je razlikoval od EDVAC-a.